# Lamarckina
Lamarckina, en ocasiones erróneamente denominado Lamarkina, es un género de foraminífero bentónico de la subfamilia Ceratobulimininae, de la familia Ceratobuliminidae, de la superfamilia Ceratobuliminoidea, del suborden Robertinina y del orden Robertinida. Su especie tipo es Pulvinulina erinacea. Su rango cronoestratigráfico abarca desde el Turoniense (Cretácico superior) hasta la Actualidad.

## Clasificación
Se han descrito numerosas especies de Lamarckina. Entre las especies más interesantes o más conocidas destacan:
- Lamarckina erinacea
- Lamarckina novozealandica
- Lamarckina turgida

Un listado completo de las especies descritas en el género Lamarckina puede verse en el siguiente anexo.